# アスタロ
アスタロ（英：Astaro）は2000年に設立され、2011年まで存在したコンピュータセキュリティに特化したネットワーク・アプライアンスを製造販売する企業。ドイツとアメリカの2箇所に本社があった。
主力製品シリーズの Astaro Security Gateway はソフトウェアとハードウェアから構成される機器であり、すでに30,000以上の企業で使われていた。
オープンソースコミュニティと緊密な関係をもって製品開発しているが、そのビジネスモデルはソフトウェアライセンス販売であった。MySQL AB や JBoss と共に第二世代のオープンソース企業の1つとされていた。
資金を提供しているオープンソースプロジェクトとして、Netfilter、ClamAV、Openswan、strongSwan、OpenVPNがある。また、2006年4月6日から Steve Gibson のポッドキャスティング Security Now! のスポンサーでもあった。
2011年にはソフォス社に買収され、製品・サービスは同社のものと統合された。